# Allée Denise-Vernay
L'allée Denise-Vernay est une allée piétonne du 6e arrondissement de Paris.

## Situation et accès
Elle est située dans le jardin des Grands-Explorateurs Marco-Polo et Cavelier-de-la-Salle et est accessible par l'avenue de l'Observatoire et la rue Caroline-et-William-Herschel.

## Origine du nom
L'allée a été nommée en hommage à la résistante Denise Vernay. 

## Historique
Elle a été inaugurée le 10 octobre 2018.